# Abadam
Abadam ist eine Local Government Area (LGA) im nigerianischen Bundesstaat Borno mit 100.180 Einwohnern (Stand 2006) und einer Fläche von 3.973 Quadratkilometern. Das Verwaltungszentrum der Local Government Area ist Malumfatori.
Das Gebiet bildet gemeinsam mit 15 weiteren LGAs das traditionelle Emirat Borno.